# Marcel Reich-Ranicki

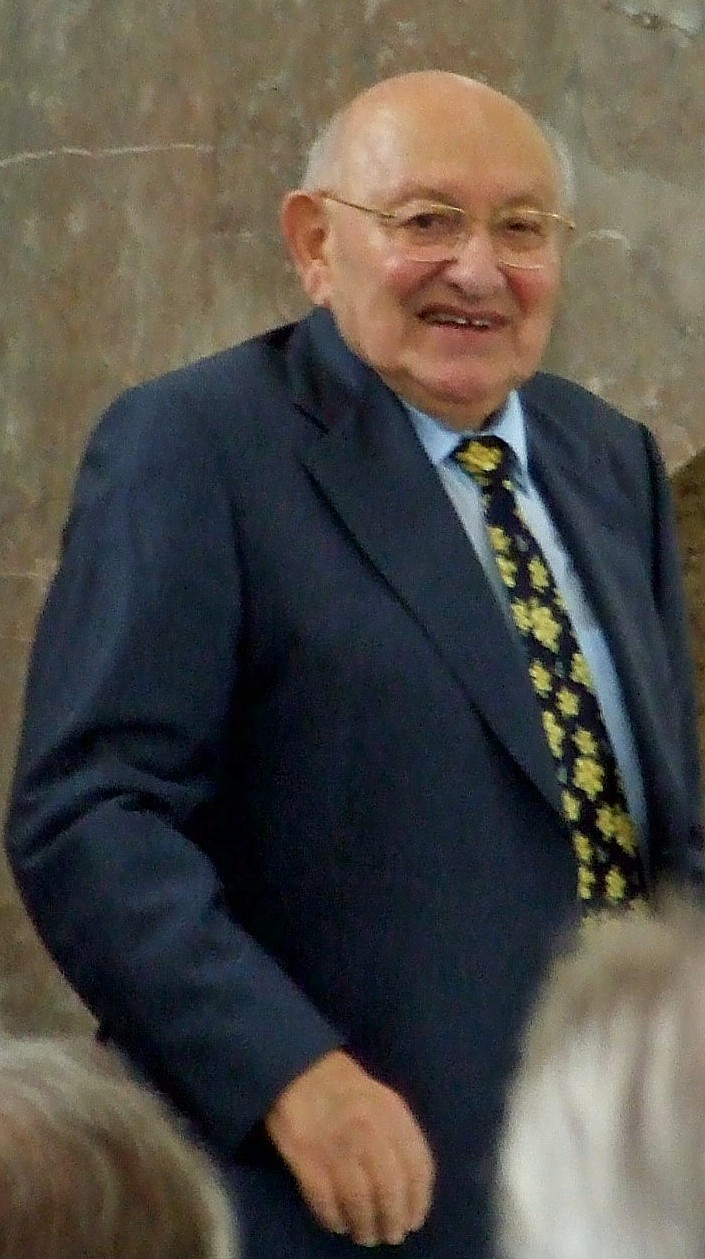
Marcel Reich-Ranicki in 2007

Marcel Reich-Ranicki (Włocławek, 2 juni 1920 – Frankfurt am Main, 18 september 2013) was een gerenommeerd Duits literatuurcriticus.

## Jeugd en naziperiode
Reich-Ranicki werd in Polen geboren uit joodse ouders. Zijn vader had een fabriekje voor bouwmaterialen, dat echter in 1928 failliet ging. Marcel was het enige van de drie kinderen die naar de Duitse school van Włocławek kon; het gezin bestond uit zogenaamde Cultuurduitsers; zijn moeder, Helene Auerbach, wilde het liefst terug naar Berlijn.
In 1929 besloten zijn ouders hem naar Berlijn te sturen, waar hij bij welgestelde verwanten verbleef. Hij ging er naar het Werner-Siemens-Realgymnasium, een progressieve school met veel joodse leerlingen. Deze school werd echter in 1935 opgeheven, en door de inmiddels aan de macht gekomen nazi’s werd Reich-Ranicki steeds sterker gemarginaliseerd. Hij mocht niet deelnemen aan de meeste leerlingenactiviteiten en vulde zijn tijd met lezen en het bezoeken van concerten. Toen Thomas Mann zich openlijk van het nazisme distantieerde, werd deze auteur Reich-Ranicki's grote voorbeeld. Zijn nieuwe school, het Fichte-Gymnasium in Berlin-Wilmersdorf, hield aan de gelijke behandeling van joden vast, en aldus kon hij alsnog het Abitur behalen. Op 23 april 1938 werd hem op grond van zijn joodse afstamming toelating tot de Humboldt-Universität, toen nog Friedrich-Wilhelms-Universität geheten, geweigerd.
Eind 1938 werd Reich-Ranicki naar Polen uitgewezen; bij de Polenaktion werd hij in het kader van een etnische zuivering verplicht naar Warschau te verhuizen. Daar moest hij opnieuw Pools leren en hij bleef er een jaar lang werkloos. Hij leerde zijn latere vrouw, Tosia Langnas, kennen na de Poolse Veldtocht.
In 1940 werd Reich-Ranicki gedwongen naar het Getto van Warschau te verhuizen. Daar werkte hij als vertaler voor de Jodenraad en schreef hij concertrecensies voor de Gazeta Żydowska, de krant van het ghetto. Daarnaast werkte hij mee aan het ondergrondse archief van Emanuel Ringelblum. Om haar overlevenskansen te verhogen huwde hij op 22 juli 1942 zijn vriendin, nadat hij vernomen had dat de SS van plan was om de inwoners naar Treblinka te deporteren. Hij nam deel aan een verzetsactie van de Żydowska Organizacja Bojowa. De nazi's spaarden hem aanvankelijk omdat hij als vertaler nuttig was. Vlak voor de deportatie vluchtte hij met zijn vrouw uit het ghetto door de wachtposten om te kopen. Hij vond onderdak bij de drukker Bolek Gawin, waar hij zich verschool nadat het Rode Leger de rechteroever van de Weichsel bezet had, en hield zich er in leven door de inhoud van grote literaire werken te vertellen, waardoor de familie hem als nuttig beschouwde (hij heeft dit later een Scheherazade-ervaring genoemd). Tot hun dood ondersteunden Reich-Ranicki en zijn vrouw financieel de dochter van Bolek Gawin. Reich-Ranicki's ouders werden beiden in Treblinka vergast, en zijn broer Alexander werd doodgeschoten nabij Lublin. Zijn zus Gerda was reeds in 1933 naar Londen gevlucht.

## Poolse spionage
In 1944 werd Reich-Ranicki lid van de Urząd Bezpieczeństwa, de Poolse geheime dienst, die was opgericht door de schaduwregering in Moskou en spionageactiviteiten tegen Groot-Brittannië leidde. Hij werd als gezant naar Londen gestuurd en noemde zich Marceli Ranicki, omdat de naam Reich te Duits klonk. Ofschoon hij twee medailles ontving, wantrouwden zijn collega’s hem, omdat hij vaak op eigen houtje handelde en als intellectueel nogal arrogant overkwam. Zijn zoon werd in Londen geboren. Uiteindelijk werd hij teruggeroepen uit Londen en ontslagen wegens ideologische onberekenbaarheid; voorts werd hij uit de communistische partij gezet en enkele weken opgesloten. Toen hij vrijkwam, wijdde hij zich aan de literatuur en ging voor een uitgeverij in Warschau werken; echter kreeg hij van de overheid publicatieverbod opgelegd. Daarop ging hij bij de Poolse radio aan de slag, waar ook zijn vrouw werkte.
In 1994 beschuldigde Tilman Jens, een zoon van Walter Jens, Reich-Ranicki ervan dat hij tijdens zijn activiteiten in Londen gepoogd zou hebben om geëmigreerde Polen terug naar Polen te lokken, waarna sommigen van hen ter dood veroordeeld zouden zijn. Reich-Ranicki heeft  steeds ontkend dat hij medeplichtig aan moord zou zijn geweest en hield vol dat hij slechts spion was geweest wegens de luxueuze levensomstandigheden en de materiële voordelen die dit met zich meebracht. Uiteindelijk hebben Walter Jens en Reich-Ranicki zich in 2004 met elkaar verzoend.

## Carrière in de literatuur
In 1958 is Ranicki tijdens een studiereis in Frankfurt am Main blijven hangen. In augustus van dat jaar begon hij voor de Frankfurter Allgemeine Zeitung te werken als literatuurcriticus, en noemde zich voortaan weer met zijn volledige naam Reich-Ranicki. Hij ondervond veel steun bij auteurs uit de Gruppe 47, onder wie Wolfgang Koeppen en Siegfried Lenz, die hun boeken door hem lieten recenseren. De leider van de literaire redactie, Friedrich Sieburg, drong desalniettemin op zijn ontslag aan. Eind 1959 verhuisde Reich-Ranicki naar Hamburg-Niendorf, alwaar hij voor Die Zeit ging werken en zelf mocht beslissen welke boeken hij wilde bespreken.
Reich-Ranicki raakte bevriend met Joachim Fest, die voor de Norddeutscher Rundfunk werkte en vanaf 1973 mede-uitgever van de Frankfurter Allgemeine Zeitung was. Dankzij hem werd hij nog datzelfde jaar literair hoofdredacteur van deze krant. Vanaf 1986 barstte in Duitsland de zogenaamde Historikerstreit los; daarbij ging het om de vraag hoe men met auteurs moest omgaan die in het nazisme waren verstrikt geweest. Tot aan zijn pensioen in 1988 behield Reich-Ranicki zich het recht voor alle auteurs te bespreken die hij literair verdienstelijk vond, ongeacht hun ideologische of historische achtergrond. Verder stichtte hij nog de Frankfurter Anthologie en gaf verschillende verzamelwerken van de Duitse letteren uit. In 1977 had hij ook de Ingeborg-Bachmann-Preis in het leven geroepen.
In 1968 en 1969 was hij gasthoogleraar aan diverse Amerikaanse universiteiten en van 1971 tot 1975 aan de universiteiten in Stockholm en Uppsala. Sedert 1974 was hij ereprofessor aan de Eberhard Karls Universität Tübingen. In 1990 was hij in Düsseldorf gasthoogleraar aan de Heinrich Heine-Universiteit en in 1991 in Karlsruhe aan de Universiteit van Karlsruhe. In 2006 ontving Reich-Ranicki een eredoctoraat van de Humboldt-Universität zu Berlin; hiermee wilde de universiteit goedmaken dat haar voorganger, de Friedrich-Wilhelms-Universität, hem indertijd de toegang had ontzegd. De universiteit van Tel Aviv riep in dat jaar tevens de Marcel Reich-Ranicki-Lehrstuhl für Deutsche Literatur in het leven, als teken van Duits-Joodse verzoening.
Van 25 maart 1988 tot 14 december 2001 presenteerde Reich-Ranicki het programma Das Literarische Quartett op het ZDF, waardoor hij een grote bekendheid bij het publiek kreeg. Hij werd beschouwd als de onovertroffen literatuurpaus.
Op 11 oktober 2008 werd aan Reich-Ranicki de Deutscher Fernsehpreis toegekend. In een controversieel optreden weigerde hij kordaat de prijs in ontvangst te nemen, als reactie op „de stompzinnigheid die we hier vanavond te zien hebben gekregen”. Dit provoceerde een debat in de media over de inhoudloosheid van de hedendaagse televisie en het gebrek aan intellectuele stimulansen. Presentator Thomas Gottschalk nodigde Reich-Ranicki voor een debat van één uur uit om te discussiëren over de kwaliteit van de televisie, samen met de intendanten van de drie grote netten. De literatuurcriticus ging akkoord, maar uiteindelijk sloegen de televisiebazen de uitnodiging af en ging het gesprek enkel tussen Reich-Ranicki en Gottschalk; het duurde slechts een halfuur.
Op 4 mei 2013 maakte Reich-Ranicki bekend dat hij aan kanker leed. Hij overleed op 18 september 2013 op 93-jarige leeftijd in Frankfurt am Main.

## Onderscheidingen
- Zilveren Kruis van Verdienste (Polen) „voor uitmuntende verdiensten, dapperheid in de strijd tegen sabotagebendes en voorbeeldige dienst” bij de Poolse geheime dienst
- Eredoctoraat van de Universiteit Uppsala (1972)
- Heine-Plakette (1976)
- Ricarda-Huch-Preis (1981)
- Wilhelm-Heinse-Medaille van de Akademie der Wissenschaften und der Literatur in Mainz (1983)
- Goethe-Plakette van de stad Frankfurt am Main (1984)
- Thomas-Mann-Preis (1987)
- Bambi-Kulturpreis (1989)
- Bayerischer Fernsehpreis (1991)
- Hermann-Sinsheimer-Preis für Literatur und Publizistik (1991)
- Eredoctoraten van de Universität Augsburg en Otto-Friedrich-Universität Bamberg (1992)
- Wilhelm-Leuschner-Medaille
- Ludwig-Börne-Preis (1995)
- Cicero-Rednerpreis (1996)
- Eredoctoraat van de Heinrich Heine-Universiteit Düsseldorf (1997)
- Hessischer Kulturpreis (1999)
- Friedrich-Hölderlin-Preis van de stad Bad Homburg en Samuel-Bogumil-Linde-Preis (2000)
- Goldene Kamera (2000)
- Eredoctoraat van de Universiteit Utrecht (2001)
- Eredoctoraat van de Ludwig-Maximilians-Universität München (2002)
- Goethepreis van de stad Frankfurt (2002)
- Großes Verdienstkreuz mit Stern der Bundesrepublik Deutschland (2003)
- Europese Cultuurprijs (2004)
- Staatspreis des Landes Nordrhein-Westfalen (2005)
- Eredoctoraten van de Freie Universität Berlin en de Universiteit van Tel Aviv (TAU) (2006)
- Eredoctoraat van de Humboldt-Universität zu Berlin (2007)
- Naamgever van de Lehrstuhl für deutsche Literatur der Universität Tel Aviv (inwijding van de leerstoel: 2007)
- Henri Nannen Preis voor zijn journalistiek levenswerk (2008)
- Deutscher Fernsehpreis voor zijn levenswerk (2008, geweigerd)
- Officier in de Orde van Oranje-Nassau (2010)

## Werken (selectie)
- Literarisches Leben in Deutschland. Kommentare und Pamphlete. Piper Verlag 1963
- Deutsche Literatur in West und Ost. Piper 1963
- Wer schreibt provoziert. Pamphlete und Kommentare, dtv, München 1966
- Literatur der kleinen Schritte. Deutsche Schriftsteller heute. Piper 1967
- Die Ungeliebten. Sieben Emigranten. Günther Neske, Pfullingen 1968
- In Sachen Böll. Ansichten und Einsichten, Kiepenheuer & Witsch, Köln 1968
- Lauter Verrisse. Piper München 1970 (dtv 1993. ISBN 3423115785)
- Lauter Lobreden. DVA 1985 ISBN 978-3-421-06282-6
- Über Ruhestörer. Juden in der deutschen Literatur. München, Piper 1973 Erweit. 2. Aufl. dtv 1993: ISBN 3421064911 (over Börne, Heine, Ludwig Marcuse, Hermann Kesten, Manès Sperber, Friedrich Torberg, Hilde Spiel, Peter Weiss, Erich Fried, Jurek Becker, Hans Mayer, Jakov Lind, Barbara Honigmann. Gesprek met Herlinde Koelbl)
- Nachprüfung. Aufsätze über deutsche Schriftsteller von gestern. Piper 1977
- Entgegnung. Zur deutschen Literatur der siebziger Jahre. DVA 1981
- Thomas Mann und die Seinen. DVA 1987. ISBN 3421058644
- Der doppelte Boden. Ein Gespräch mit Peter von Matt. Ammann, Zürich 1992
- Die Anwälte der Literatur. DVA 1994. ISBN 3423121858
- Der Fall Heine. DVA 1997. ISBN 3421051097; dtv 2000. ISBN 3423127740 (auch: niederld. Übersetzung)
- Mein Leben. DVA 1999. ISBN 3423130563 (Ned. vertaling: Mijn leven, Amsterdam: Bert Bakker, 2000. ISBN 9035122267)
- Sieben Wegbereiter. Schriftsteller des 20. Jahrhunderts. (Arthur Schnitzler, Thomas Mann, Alfred Döblin, Robert Musil, Franz Kafka, Kurt Tucholsky, Bertolt Brecht). DVA 2002. ISBN 3421055149
- Goethe noch einmal. Reden und Anmerkungen. DVA 2002. ISBN 3421056900
- Meine Bilder. Porträts und Aufsätze. DVA 2003. ISBN 3421056196
- Lauter schwierige Patienten. Gespräche mit Peter Voß über Schriftsteller des 20. Jahrhunderts. List Verlag 2003. ISBN 3548603831
- Unser Grass. DVA 2003. ISBN 3421057966
- Vom Tag gefordert. Reden in deutschen Angelegenheiten. dtv 2003. ISBN 3423131454 (aanvankelijk 2001)

## Uitgaven
- Auch dort erzählt Deutschland: Prosa von „Drüben“, Paul List Verlag, München 1960
- 16 polnische Erzähler, Rowohlt, Reinbek bei Hamburg 1962
- Erfundene Wahrheit. Deutsche Geschichten seit 1945, Piper, München 1965
- Gesichtete Zeit. Deutsche Geschichten 1918-1933, Piper, München 1969
- Verteidigung der Zukunft. Deutsche Geschichten seit 1960, Piper, München 1972
- Frankfurter Anthologie, Band 1–29. Insel Verlag, Frankfurt 1978–2004 (Einzelbände)
- 1000 Deutsche Gedichte und ihre Interpretationen. Insel, Frankfurt a.M. 1995. 10 Bände (Anthologie met interpretatieteksten)
- 1400 Deutsche Gedichte und ihre Interpretationen. Chronologisch von Walther von der Vogelweide bis Durs Grünbein. Insel, Frankfurt 2002. 12 Bände (Anthologie met interpretatieteksten)
- Romane von gestern – heute gelesen. Drei Bände (1900–1918; 1918–1933; 1933–1945). Fischer Taschenbuch Verlag, Frankfurt am Main 1996.
- Meine Geschichten. Von Johann Wolfgang von Goethe bis heute. Insel, Frankfurt a.M. 2003, ISBN 3-458-17166-5 (Anthologie)
- Der Kanon. Die deutsche Literatur. Romane. 20 Bände und ein Begleitband. Insel, Frankfurt 2002 Schuber, ISBN 3-458-06678-0
- Der Kanon. Die deutsche Literatur. Erzählungen. 10 Bände und ein Begleitband. Insel, Frankfurt 2003 Schuber, ISBN 3-458-06760-4
- Der Kanon. Die deutsche Literatur. Dramen. 8 Bände und ein Begleitband. Insel, Frankfurt 2004 Schuber, ISBN 3-458-06780-9
- Der Kanon. Die deutsche Literatur. Gedichte. 7 Bände und ein Begleitband. Insel, Frankfurt 2005 Schuber, ISBN 3-458-06785-X
- Der Kanon. Die deutsche Literatur. Essays. 5 Bände und ein Begleitband. Insel, Frankfurt 2006 Schuber, ISBN 3-458-06830-9

## Televisieprogramma’s
- Das literarische Kaffeehaus (1964–1967)
- Das Literarische Quartett (1988–2001)
- Reich-Ranicki Solo (2002)
- Lauter schwierige Patienten

- Bibsys: 90066993
- Biblioteca Nacional de Chile: 000204109
- Biblioteca Nacional de España: XX1091169
- Bibliothèque nationale de France: cb11887362d (data)
- Catàleg d'autoritats de noms i títols de Catalunya: 981058527149406706
- CiNii: DA00649980
- Digitale Bibliotheek voor de Nederlandse Letteren: reic012
- Gemeinsame Normdatei: 118599194
- International Standard Name Identifier: 0000 0001 2117 1050
- Library of Congress Control Number: n50051739
- Nationale Bibliotheek van Letland: 000025276
- MusicBrainz: 885e5d06-1ee7-4be0-a641-58ae0b4ccac9
- Bibliotheek van het Japanse parlement: 00473628
- Nationale Bibliotheek van Tsjechië: jn19990006907
- Nationale Bibliotheek van Israël: 987007277675205171
- Nationale Bibliotheek van Polen: a0000001187779
- Nationale en Universitaire bibliotheek Zagreb: 000052653
- Nederlandse Thesaurus van Auteursnamen: 068437765
- Réseau des bibliothèques de Suisse occidentale: 02-A003734179
- RKD-Nederlands Instituut voor Kunstgeschiedenis: 276273
- LIBRIS: 197518
- SNAC: w65k1krh
- Système universitaire de documentation: 026668920
- Virtual International Authority File: 6229
- WorldCat: E39PBJxMfy9vv9xwK47pTjG8md